# Meadowlands (tom wierszy)
Meadowlands to ósmy tomik poezji amerykańskiej poetki Louise Glück. Tomik składa się z 47 wierszy. Na dzień 12 grudnia 2020 tomik nie jest dostępny w języku polskim.

## Lista wierszy[1]
- Penelope's Song,
- Cana,
- Quiet Evening,
- Ceremony,
- Parable of the King,
- Moonless Night,
- Departure,
- Ithaca,
- Telemachus' Detachment,
- Parable of the Hostages,
- Rainy Morning,
- Parable of the Trellis,
- Telemachus' Guilt,
- Anniversary,
- Meadowlands 1,
- Telemachus' Kindness,
- Parable of the Beast,
- Midnight,
- Siren,
- Meadowlands 2,
- Marina,
- Parable of the Dove,
- Telemachus' Dilemma,
- Meadowlands 3,
- The Rock,
- Circe's Power,
- Telemachus' Fantasy,
- Parable of Flight,
- Odysseus' Decision,
- Nostos,
- The Butterfly,
- Circe's Torment,
- Circe's Grief,
- Penelope's Stubbornness,
- Telemachus' Confession,
- Void,
- Telemachus' Burden,
- Parable of the Swans,
- Purple Bathing Suit,
- Parable of Faith,
- Reunion,
- The Dream,
- Otis,
- The Wish,
- Parable of the Gift,
- Heart's Desire.